# エノリ・パレデス
- エノリ・パレイデス
- エノリ・パレーデス

エノリ・ノルベルト・パレデス（Enoli Norverto Paredes, 1995年9月28日 - ）は、ドミニカ共和国サマナ州エル・リモン出身のプロ野球選手（投手）。右投右打。MLBのアトランタ・ブレーブス傘下所属。

## 経歴

### プロ入りとアストロズ時代
2014年12月にアマチュア・フリーエージェントでヒューストン・アストロズと契約してプロ入り。
2016年、傘下のルーキー級ドミニカン・サマーリーグ・アストロズでプロデビュー。12試合（先発3試合）に登板して1勝3敗3セーブ、防御率3.74、46奪三振を記録した。
2017年はA級クアッドシティーズ・リバーバンディッツでプレーし、8試合（先発6試合）に登板して1勝3敗、防御率2.11、33奪三振を記録した。
2018年はA級クアッドシティーズとA+級ビューズクリーク・アストロズでプレーし、2球団合計で24試合（先発5試合）に登板して6勝4敗2セーブ、防御率1.43、90奪三振を記録した。
2019年はA+級ファイエットビル・ウッドペッカーズとAA級コーパスクリスティ・フックスでプレーし、2球団合計で22試合（先発12試合）に登板して5勝4敗1セーブ、防御率2.78、128奪三振を記録した。オフの11月20日にルール・ファイブ・ドラフトでの流出を防ぐために40人枠入りした。
2020年はメジャーの開幕ロースター入りを果たした。7月24日のシアトル・マリナーズとのシーズン開幕戦でメジャーデビューし、この試合の最後を締め括った（勝利及びセーブは付かず。）。この年メジャーでは22試合に登板して3勝3敗、防御率3.05、20奪三振を記録した。
2021年、パレデスはヒューストンで16試合に登板したが、8+2/3イニングを投げて15奪三振、防御率6.32と苦戦した。 2022年、彼はチームでわずか3試合に出場し、3回の出場で3安打、3四球、2三振で1失点を許した 。

### ブルワーズ時代
2023年オフにFAとなっていたが、同年11月18日にミルウォーキー・ブルワーズとマイナー契約を結んだ。
2024年5月24日にメジャー契約を結んでアクティブ・ロースター入りした。7月3日に右前腕の腱炎で故障者リストに入り、8月11日には60日間の故障者リストに移された。9月12日に復帰し、ブルワーズでは17登板で20回と2/3を投げ、14奪三振防御率1.74を記録した。20日にDFAとなった。

### カブス時代
2024年9月23日にウェイバー公示を経て、シカゴ・カブスに移籍した。カブスでは1登板で1回を投げ、2奪三振無失点という内容だった。11月4日に40人枠から外され、傘下のAAA級アイオワ・カブスに送られることになっていたが、これを拒否しFAとなった。

### ブレーブス傘下時代
2024年11月11日にアトランタ・ブレーブスとマイナー契約を結んだ。

## 投球スタイル
上背はなくとも躍動感溢れるスリークォーターから投げ込むフォーシームは平均93.9mph（約151.1km/h）を計測する。
変化球はスライダー、シンカーを投げる。以前はカーブ、チェンジアップも投げていた。

## 詳細情報

### 年度別投手成績
| 年 度    | 球 団    | 登 板 | 先 発 | 完 投 | 完 封 | 無 四 球 | 勝 利 | 敗 戦 | セ 丨 ブ | ホ 丨 ル ド | 勝 率 | 打 者 | 投 球 回 | 被 安 打 | 被 本 塁 打 | 与 四 球 | 敬 遠 | 与 死 球 | 奪 三 振 | 暴 投 | ボ 丨 ク | 失 点 | 自 責 点 | 防 御 率 | W H I P |
| -------- | -------- | ----- | ----- | ----- | ----- | -------- | ----- | ----- | -------- | ----------- | ----- | ----- | -------- | -------- | ----------- | -------- | ----- | -------- | -------- | ----- | -------- | ----- | -------- | -------- | ------- |
| 2020     | HOU      | 22    | 0     | 0     | 0     | 0        | 3     | 3     | 0        | 4           | .500  | 90    | 20.2     | 18       | 1           | 11       | 0     | 1        | 20       | 0     | 0        | 9     | 7        | 3.05     | 1.40    |
| 2021     | HOU      | 12    | 0     | 0     | 0     | 0        | 0     | 0     | 0        | 2           | ----  | 53    | 8.2      | 7        | 0           | 17       | 0     | 2        | 15       | 1     | 0        | 10    | 6        | 6.23     | 2.77    |
| 2022     | HOU      | 3     | 0     | 0     | 0     | 0        | 0     | 0     | 0        | 0           | ----  | 14    | 3.0      | 3        | 0           | 3        | 0     | 0        | 2        | 0     | 0        | 1     | 1        | 3.00     | 2.00    |
| 2024     | MIL      | 17    | 0     | 0     | 0     | 0        | 1     | 0     | 1        | 3           | 1.000 | 84    | 20.2     | 13       | 0           | 10       | 0     | 2        | 14       | 2     | 0        | 4     | 4        | 1.74     | 1.11    |
| 2024     | CHC      | 1     | 0     | 0     | 0     | 0        | 0     | 0     | 0        | 0           | ----  | 3     | 1.0      | 0        | 0           | 0        | 0     | 0        | 2        | 0     | 0        | 0     | 0        | 0.00     | 0.00    |
| '24計    | CHC      | 18    | 0     | 0     | 0     | 0        | 1     | 0     | 1        | 3           | 1.000 | 87    | 21.2     | 13       | 0           | 10       | 0     | 2        | 16       | 2     | 0        | 4     | 4        | 1.66     | 1.06    |
| MLB：4年 | MLB：4年 | 55    | 0     | 0     | 0     | 0        | 4     | 3     | 1        | 9           | .571  | 244   | 54.0     | 41       | 1           | 41       | 0     | 5        | 53       | 3     | 0        | 24    | 18       | 3.00     | 1.52    |

- 2024年度シーズン終了時

### 年度別守備成績
| 年 度 | 球 団 | 投手（P） | 投手（P） | 投手（P） | 投手（P） | 投手（P） | 投手（P） |
| 年 度 | 球 団 | 試 合     | 刺 殺     | 補 殺     | 失 策     | 併 殺     | 守 備 率  |
| ----- | ----- | --------- | --------- | --------- | --------- | --------- | --------- |
| 2020  | HOU   | 22        | 1         | 2         | 0         | 0         | 1.000     |
| 2021  | HOU   | 12        | 0         | 1         | 1         | 0         | .500      |
| 2022  | HOU   | 3         | 0         | 0         | 0         | 0         | ----      |
| 2024  | MIL   | 17        | 0         | 1         | 0         | 0         | 1.000     |
| 2024  | CHC   | 1         | 0         | 0         | 0         | 0         | ----      |
| '24計 | CHC   | 18        | 0         | 1         | 0         | 0         | 1.000     |
| MLB   | MLB   | 55        | 1         | 4         | 1         | 0         | .833      |

- 2024年度シーズン終了時

### 背番号
- 60（2020年）
- 48（2021年 - 2023年）
- 49（2024年 - ）